# Гофман, Фриц
Фриц Гофман (нем. Fritz Hofmann; 19 июня 1871, Берлин — 14 июля 1927, Берлин) — немецкий гимнаст и легкоатлет, дважды чемпион и дважды призёр летних Олимпийских игр 1896.

## Гимнаст
Гофман был капитаном немецкой сборной по гимнастике. 9 апреля, в командных упражнениях на брусьях и перекладине он стал дважды чемпионом. Позже, 10 апреля, он ещё участвовал в соревнованиях по лазанию по канату, где, забравшись на высоту 12,5 м, занял третье место.

## Легкоатлет
Гофман также участвовал в нескольких легкоатлетических дисциплинах — в беге на 100 м, 400 м, тройном прыжке, прыжке в высоту и толкании ядра.
Соревнования по бегу на 100-метровую дистанцию он начал с прохождения квалификации, 6 апреля, где в своей группе уступил лишь будущему чемпиону американцу Тому Бёрку. В финальной гонке, 10 апреля, Бёрк был опять быстрее Гофмана, и он занял второе место.
В тот же день он принял участие в прыжке в высоту, где, прыгнув на 1,55 м, занял последнее пятое место.
Кроме того, 6 апреля Гофман соревновался в тройном прыжке, где разделил 6 место с греком Христосом Цумисом.
Затем, 7 апреля, он соревновался в дистанции на 400 м, в которой занял четвёртое место, совсем немного уступив британцу Чарльзу Гмелину, и в толкании ядра, где разделил пятое место со своим соотечественником Карлом Шуманом и американцем Эллери Кларком.